# Camillo Bazzoni
Pour les articles homonymes, voir Bazzoni.
Camillo Bazzoni est un cinéaste et réalisateur italien né le 29 décembre 1934 à Salsomaggiore Terme dans la région de l'Émilie-Romagne et mort le 8 octobre 2020 à Mori (Trentin-Haut-Adige).

## Biographie
Camillo Bazzoni est né à Salsomaggiore Terme et a commencé comme opérateur de caméra en 1960.
À partir de 1967, il a travaillé comme directeur de la photographie avec, entre autres, Lina Wertmüller, Mario Monicelli, Salvatore Samperi, Massimo Troisi et Franco Rossi. Il a aussi été opérateur de caméra en second dans le film Reds réalisé par Warren Beatty.
Après une série de documentaires et courts métrages, en 1968, Camillo Bazzoni fait ses débuts comme réalisateur avec Commando  Suicide, et un western spaghetti, Un long trajet de l'enfer, alias L'Évadé de Yuma, signé sous le pseudonyme d'Alex Burks. Il réalise ensuite deux films policiers, C'est la loi des siciliens (E venne il giorno dei limoni neri) en 1970 et Abus de pouvoir (Abuso di potere)  en 1972.

### Famille
Camillo Bazzoni est le frère cadet du réalisateur Luigi Bazzoni et le beau-frère de Vittorio Storaro qui remporta en 1980 l'Oscar de la meilleure photographie pour Apocalypse Now.

## Filmographie

### Comme réalisateur

#### Courts-métrages
- 1964 : Ritratto del padre
- 1965 : Invasione
- 1966 : L'urlo
- 1967 : Rapporto segreto
- 1976 : L'Isola

#### Longs métrages
- 1968 : Commando suicide (Commando suicida)
- 1968 : L'Évadé de Yuma (Vivo per la tua morte)
- 1970 : Et vint le jour des citrons noirs (E venne il giorno dei limoni neri)
- 1972 : Abus de pouvoir (Abuso di potere)

### Comme directeur de la photographie
- 1965 : La donna del lago de Luigi Bazzoni et Franco Rossellini)
- 1968 : L'Homme, l'Orgueil et la Vengeance (L'Uomo, l'orgoglio, la vendetta) de Luigi Bazzoni
- 1979 : Ernesto de Salvatore Samperi
- 1979 : L'Amour en première classe (Amore in prima classe) de Salvatore Samperi
- 1983 : La Rue des miroirs (Via degli specchi) de Giovanna Gagliardo
- 1983 : Scherzo del destino in agguato dietro l'angolo come un brigante da strada de Lina Wertmüller
- 1984 : Bertoldo, Bertoldino e Cacasenno de Mario Monicelli
- 1985 : La Double Vie de Mathias Pascal (Le due vite di Mattia Pascal) de Mario Monicelli
- 1986 : Pourvu que ce soit une fille (Speriamo che sia femmina) de Mario Monicelli
- 1986 : La Bonne de Salvatore Samperi
- 1986 : Notte d'estate con profilo greco, occhi a mandorla e odore di basilico de Lina Wertmüller
- 1986 : L'Affaire Aldo Moro (Il caso Moro) de Giuseppe Ferrara
- 1987 : Un bambino di nome Gesù de Franco Rossi
- 1987 : Le vie del Signore sono finite de Massimo Troisi
- 1989 : Cavalli si nasce de Sergio Staino
- 1991 : Je croyais que c'était de l'amour (Pensavo fosse amore... invece era un calesse) de Massimo Troisi
- 1996 : Cuori al verde de Giuseppe Piccioni
- 2000 : L'ombra del gigante de Roberto Petrocchi
- 2000 : Rosa e Cornelia de Giorgio Treves